# Concentration de proximité
La concentration de proximité est un concept bouddhique concernant le développement de la tranquillité - voir : Samatha bhavana. Bien que des auteurs l'emploient différemment, la notion s'oppose à celle de concentration d'insertion, c'est-à-dire l'atteinte du dhyāna. La concentration de proximité sera vue comme un stade plus ou moins avancé de la pratique ; un critère est l'apparition d'un signe réfléchi. Le méditant qui, centrant son attention sur un objet, s'efforce de rassembler son esprit et d'atteindre la tranquillité, verra cet objet comme changeant singulièrement. Des expériences de cœurs battants, de sueurs, de vécus hallucinatoires, sont souvent rapportées. Aussi, la concentration de proximité ne s'oppose pas seulement au Dhyana mais également aux débuts de la pratique. 
Cette concentration doit être distinguée de la concentration momentanée. Cette dernière signifie une focalisation similaire de l'esprit, mais utilisant différents objets, changeant d'objet sans cesse. C'est la concentration qui est utilisée dans la pratique de vipassana.